# Marcus Samuel

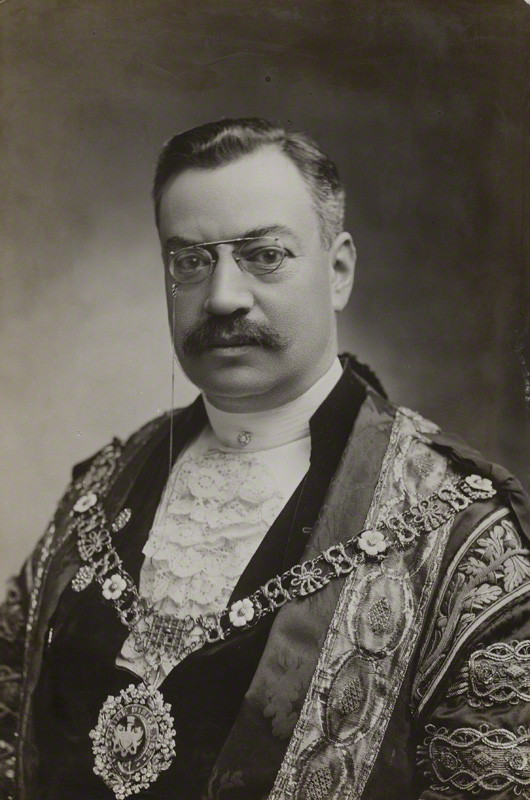
Sir Marcus Samuel (ca. 1902)

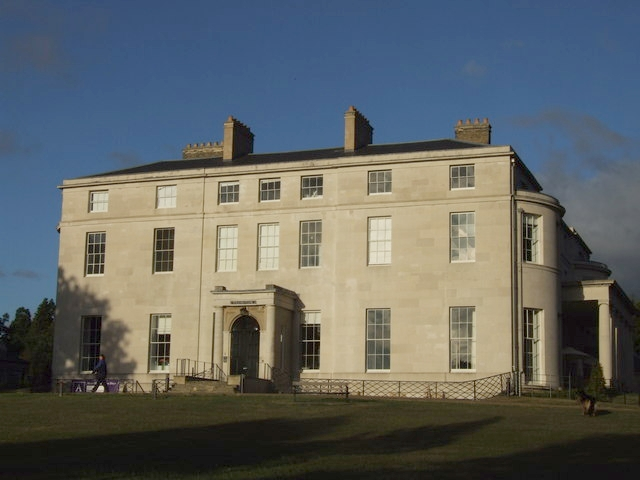
The Mote (2013)

Marcus Samuel (Londen, 5 november 1853 – Maidstone, 17 januari 1927) was de oprichter van de Shell Transport and Trading Company Ltd. In 1907 is dit bedrijf gefuseerd met Koninklijke Olie en ging de combinatie verder als Koninklijk Olie/Shell Groep, later als Royal Dutch Shell.
In 1750 emigreerde zijn Joodse overgrootvader uit Nederland naar Londen. De familienaam werd Samuel en hij had een winkel in antiek en curiosa. In het midden van de 19e eeuw was dit een goedlopend bedrijf en in veel producten waren schelpen verwerkt die zeelui vanuit het Oosten hadden meegenomen. Met de import van oosterse goederen kon de familie het zich veroorloven Marcus in 1868 naar Brussel te sturen om daar zijn opleiding af te maken. Kort na zijn terugkomst in Londen overleed zijn vader en nam hij met zijn broers de zaak over.
Marcus ging jaren naar het Verre Oosten voor zaken en legde daar waardevolle contacten. Vooral in Japan en Hongkong deed hij goede zaken in schelpen, rijst, suiker en thee. Vanaf 1878 heette de firma Marcus Samuel and Company. Zijn broer Samuel Samuel reisde ook naar het oosten en raakte betrokken in de handel van steenkool en lampolie. Marcus had kennis aan Fred Lane en hij was betrokken bij de oliehandel van de Rothschild familie. De bankiersfamilie had een eigen oliebedrijf, Bnito, in Zuid-Rusland en zocht nieuwe afzetkanalen.
De transportkosten waren hoog omdat de olie in blikken vanuit de Verenigde Staten of Rusland naar het oosten werd vervoerd. Het Suezkanaal verbood het olietransport met een tanker. Samuel liet een nieuwe tanker ontwerpen, de Murex, en kreeg wel toestemming. Met 5000 ton Russische olie in het ruim maakte de tanker in 1892 de eerste reis door het Suezkanaal. De olie was door de lagere transportkosten goedkoper dan die van de concurrenten.
In 1897 bracht Samuel zijn oliebelangen onder in Shell Transport and Trading Company Ltd. Het bedrijf was volledig afhankelijk van de Russische olie en Samuel zocht naar andere partijen om minder kwetsbaar te worden. Hij sloot een contract met Moeara Enim, actief in Indonesië, en dit bedrijf werd enige jaren later overgenomen door Koninklijk Olie/Shell Groep. In 1903 komen Shell, Koninklijke Olie en de Rothschilds samen in de Asiatic Petroleum Company. Dit was een eerste stap die vier jaar later werd gevolgd door een fusie waarbij Shell 40% van de aandelen kreeg in de nieuwe combinatie Royal Dutch Shell.
Samuel werd in november 1902 Lord Mayor van de City of London. Na de Eerste Wereldoorlog kreeg hij voor zijn verdienste tijdens het conflict in 1921 de titel baron Bearsted. Hij was al bezig zich terug te trekken uit het bedrijf en meer taken werden overgedragen aan zijn zoon Walter. In 1925 werd hij Visount Bearsted en twee jaar later overleed hij op zijn landgoed The Mote in Maidstone.